# Nathaniel Bowditch
Pour les articles homonymes, voir Bowditch.

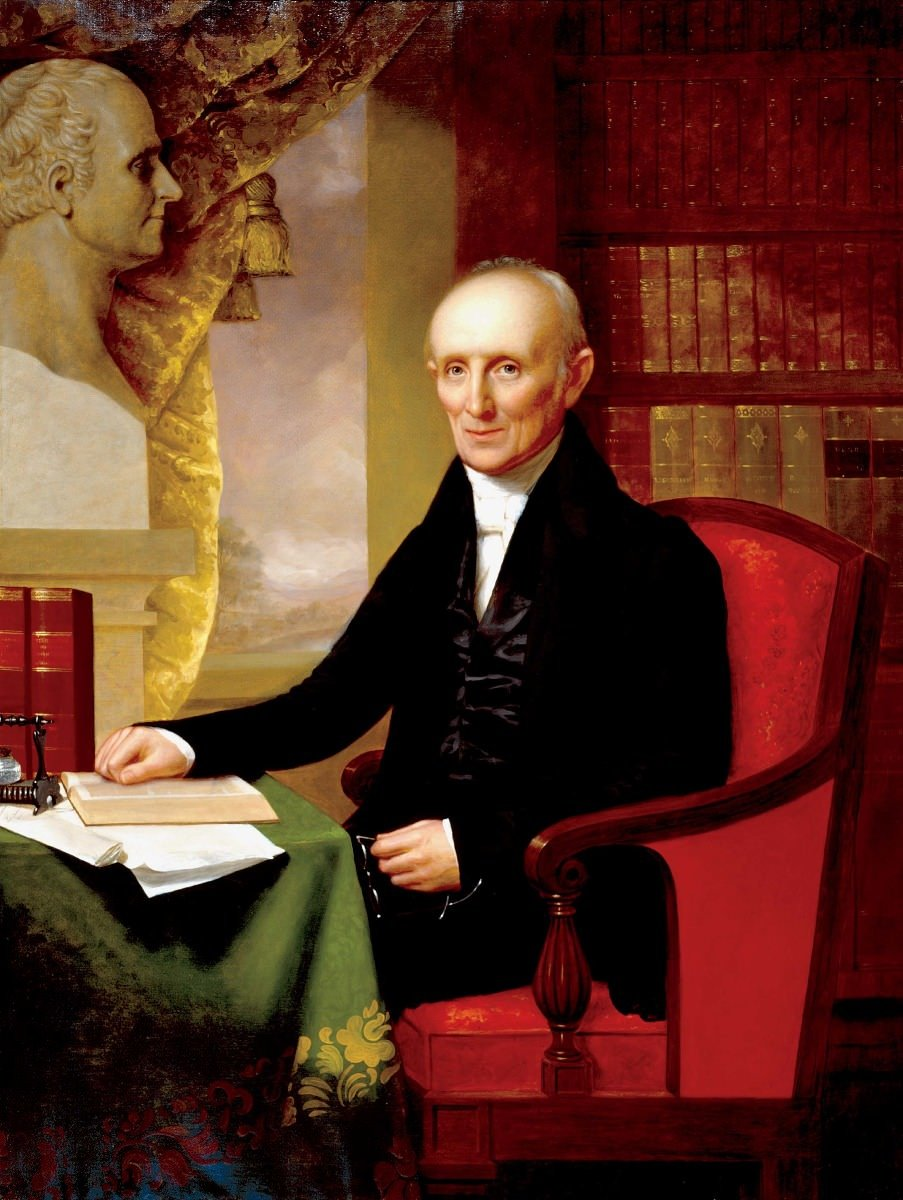
Nathaniel Bowditch.

Nathaniel Bowditch (né le 26 mars 1773 et mort le 16 mars 1838) est un des premiers mathématiciens américains, célèbre pour son travail sur la navigation. Il est considéré comme le fondateur de la navigation maritime moderne ; son livre, The New American Practical Navigator, publié pour la première fois en 1802 est toujours utilisé à bord des vaisseaux de la marine américaine.

## Biographie
Bowditch, quatrième enfant d'une famille de sept, est né à Salem. À l'âge de dix ans, il doit quitter l'école pour aider son père qui est tonnelier, depuis qu'il a perdu son navire. À douze ans, il entre au service d'un marchand d'équipement nautique comme apprenti comptable : il devra y rester 9 ans.
En 1787, alors âgé de 14 ans, Bowditch commence à étudier l'algèbre. En 1790, il enchaîne avec le latin, puis le français en 1792. Il peut ainsi lire des œuvres de mathématiciens célèbres, telles que Philosophiae Naturalis Principia Mathematica d'Isaac Newton. À 18 ans, il copie tous les articles de mathématiques qu'il lit dans les Philosophical Transactions of the Royal Society. Parmi ses nombreuses contributions scientifiques, Nathaniel Bowditch a notamment traduit le traité Mécanique céleste de Pierre-Simon de Laplace, un ouvrage en quatre volumes de mathématiques et d'astronomie.
La chance aida énormément Nathaniel, puisqu'il put utiliser la bibliothèque personnelle du chimiste irlandais Richard Kirwan : un bateau corsaire de Salem avait intercepté le navire transportant cette précieuse cargaison entre l'Irlande et l'Angleterre et avait ramené le tout à Salem en juin 1791.
En 1795, Bowditch prit la mer pour la première fois, en tant que clerc et secrétaire du capitaine. Il fit son cinquième voyage en tant que capitaine et propriétaire d'une partie du navire. Après ce voyage, il retourna à Salem en 1803 afin de reprendre ses études en mathématique et entrer dans la finance.
En 1804, Nathaniel Bowditch devint le président de la première société d'assurance américaine : Essex Fire Insurance Company, à Salem. Sous sa direction, la compagnie prospéra, malgré les difficultés économiques et politiques dues à la guerre de 1812.
Nathaniel Bowditch fut élu en 1799 à l'Académie américaine des arts et des sciences puis à la Société américaine de philosophie en 1809, pour son travail en mathématique et astronomie. On lui offrit une chaire de professeur de mathématique et physique en 1806 à Harvard, mais il refusa.
En 1804, un articles sur ses observations de la lune fut publié et en 1806, ce fut au tour de plusieurs de ses cartes de ports, y compris Salem. De nombreuses autres œuvres scientifiques suivirent, notamment l'étude de l'explosion d'une météorite en 1807, trois articles sur les orbites des comètes (1815, 1818, 1820) ainsi que l'étude des courbes de Lissajous créées par le mouvement d'un pendule suspendu en deux points, en 1815.
Tout comme Harvard, l'Académie militaire de West Point et l'université de Virginie lui proposa une chaire de mathématique. Nathaniel Bowditch refusa ces deux propositions, peut-être (notamment dans le cas de l'université de Virginie) parce que le salaire de 2 000 $ qu'on lui offrait ne représentait que les deux tiers de ce qu'il gagnait en tant que président de sa compagnie d'assurance.
Il termine la traduction des quatre premiers volumes du Traité de mécanique céleste de Laplace en 1818. La publication de celle-ci est reportée, notamment à cause du coût. Néanmoins, il continue à y travailler avec l'aide de Benjamin Peirce, ajoutant des commentaires qui double sa longueur.
En 1819, la réputation de Bowditch a franchi les frontières et il est élu membre de la Royal Society of Edinburgh, de la Royal Society of London et de la Royal Irish Academy.
En 1823, Nathaniel Bowditch quitte sa compagnie d'assurance pour devenir actuaire pour la Massachusetts Hospital Life Insurance Company à Boston. Il gère les investissements de particuliers qui ont fait fortune sur les mers, investissant leurs fonds dans les industries naissantes. Des villes telles que Lowell ont prospéré par ce biais.
Le déménagement de Nathaniel Bowditch de Salem à Boston implique le transfert de 2 500 livres, 100 cartes et schémas, et 29 volumes manuscrits.

## Bowditch's American Practical Navigator
Lorsqu'il était en mer, Nathaniel Bowditch s'intéressa aux mathématiques appliquées à la navigation céleste. Il travailla à partir du Navigator de John Hamilton Moore, réputé pour comporter quelques erreurs. Nathaniel Bowditch recalcula tous les tableaux du Moore, tout en les organisant au mieux et en les complétant.  Il contacta l'éditeur américain, Edmund Blunt, qui lui demanda de corriger et de réviser la troisième édition, pendant son cinquième voyage. La tâche était si énorme, que Nathaniel Bowditch décida d'écrire son propre livre et « de n'y placer que ce que l'équipage peut comprendre. » Lors de ce voyage, on raconte que chaque homme d'équipage, y compris le cuisinier, devint capable de prendre des mesures à partir de la position de la lune, et d'en déduire l'exacte position du navire.

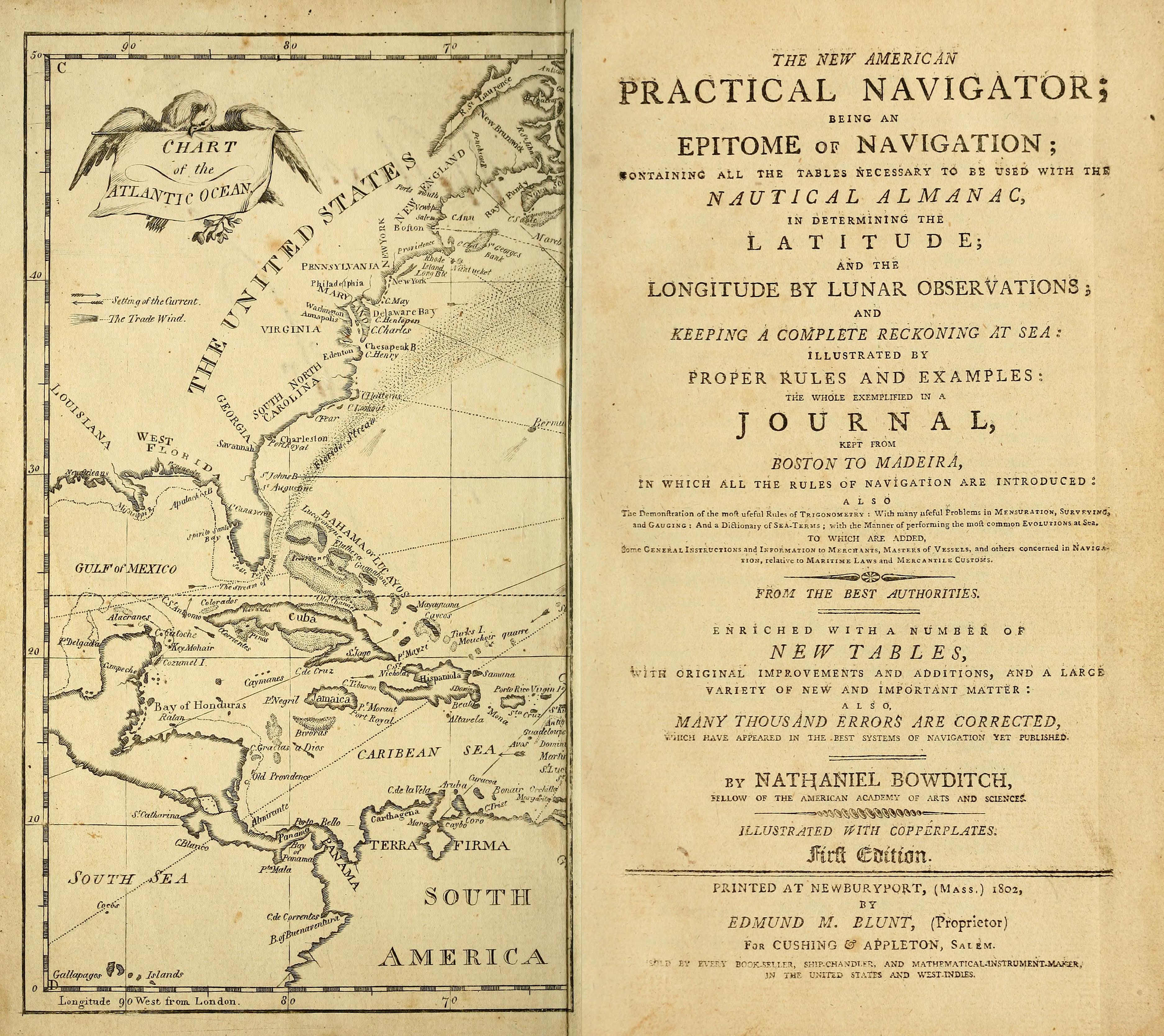
Frontispice de la première édition de The American Practical Navigator. en 1802

En 1802, Mr. Blunt publia la première édition du Bowditch's American Practical Navigator, qui devint la référence pour la navigation dans l'hémisphère occidental pendant un siècle et demi. Le texte incluait plusieurs solutions nouvelles pour le calcul de la triangulation, ainsi que des tableaux et des formules supplémentaires pour la navigation. En 1866, le United States Hydrographic Office acheta les droits de copyright. Depuis lors, le livre a été maintes fois réédité, tout en étant révisé régulièrement. L'influence de Nathaniel Bowditch a été si profonde que les marins actuels se réfèrent toujours à ce manuel comme le Bowditch.

## Honneurs
Nathaniel Bowditch meurt à Boston en 1838. Il est enterré au cimetière du Mont Auburn, un monument en son honneur y a été érigé(p254). La statue en bronze grandeur nature fut la première moulée en Amérique, par le célèbre sculpteur Robert Ball Hugues.
La Salem Marine Society écrivit l'éloge funèbre suivant :
« À sa mort, un bienfaiteur de l'humanité a disparu. Honorer sa mémoire ne concerne pas seulement sa communauté, ni même son pays, mais bien le monde entier. Lorsque la voix de l'éloge se sera éteinte, aucun monument ne sera nécessaire pour garder sa mémoire vivante parmi les hommes; car aussi longtemps que les bateaux navigueront, l'aiguille pointant vers le nord, et que les étoiles parcourront le ciel, le nom du Docteur Bowditch sera révéré comme celui qui a aidé ses compatriotes lorsqu'ils en avaient besoin, qui a été et est encore un guide sur les vastes océans et qui a transmis de grandes connaissances à l'humanité. »
L'Oceanographic Survey Ship USNS Bowditch a été nommé en son honneur, tout comme le cratère Bowditch sur la Lune.
En 1955, Jean Lee Latham reçut la médaille Newbery pour son roman à destination de la jeunesse, Carry On, Mr. Bowditch (en), sur les premières années de Nathaniel Bowditch.